# Pont de Sully
Pont de Sully (auch Pont Sully) ist der Name zweier eigenständiger Brücken in Paris, die in einer geraden Linie die beiden durch die südliche Spitze der Binneninsel Île Saint-Louis getrennten Arme der Seine überqueren. Sie verbinden den Boulevard Saint-Germain auf dem linken Seineufer mit dem Boulevard Henri IV auf dem rechten Ufer. Die nächste Brücke flussaufwärts ist der Pont d’Austerlitz, flussabwärts folgen der Pont de la Tournelle über den linken und der Pont Marie über den rechten Arm der Seine.
Der Pont de Sully ist eine der wenigen noch existierenden gusseisernen Brücken Frankreichs.

## Geschichte

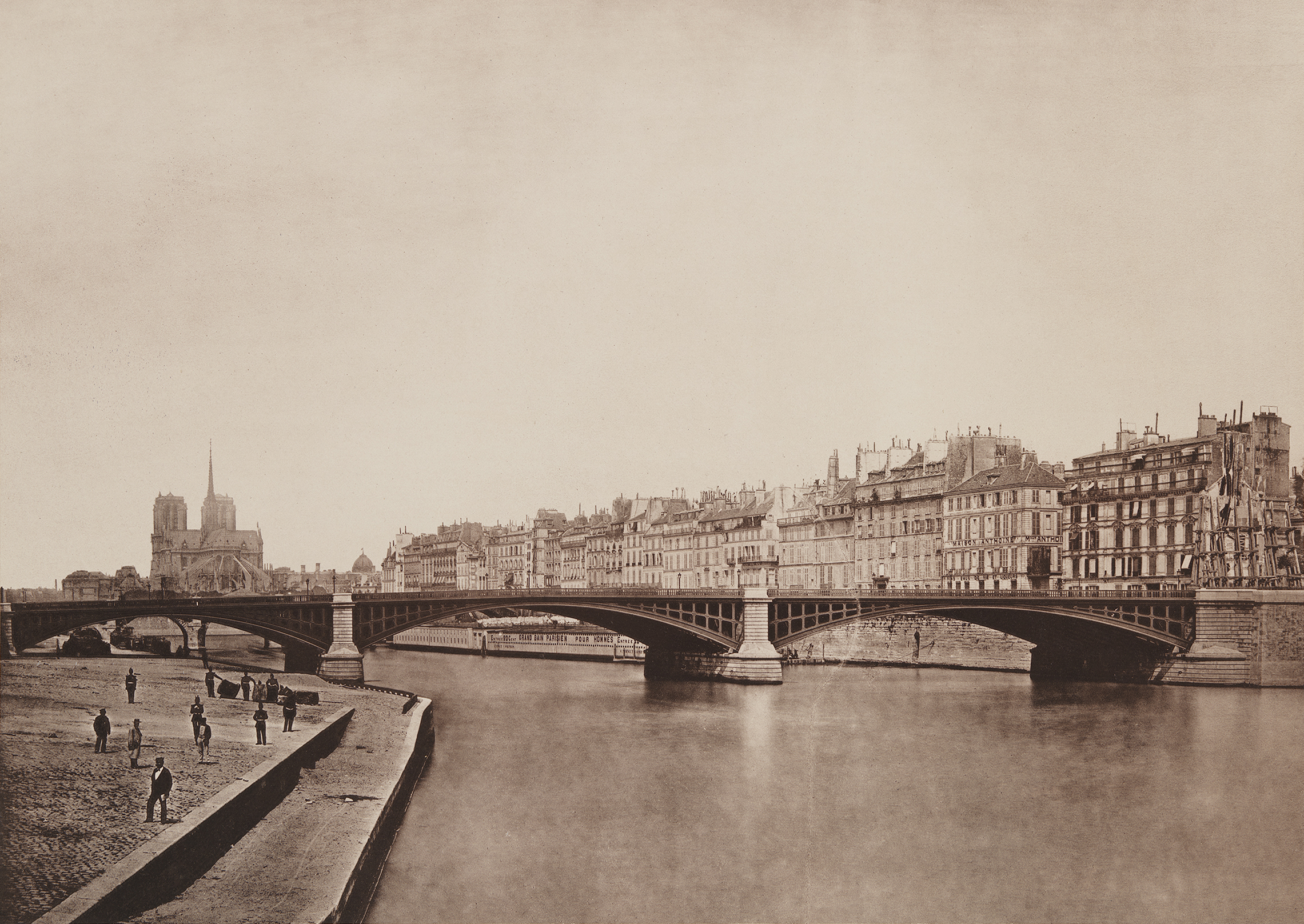
Pont de Sully, 1883

In den Jahren 1836 bis 1838 wurden an der Stelle zwei Hängebrücken für Fußgänger errichtet, die Passerelle de Constantine über den linken und die Passerelle Damiette über den rechten Flussarm. Die letztere wurde während der Februarrevolution 1848 zerstört, die erste stürzte 1872 aufgrund eines korrosionsbedingten Seilbruchs ein.
Entsprechend der von Haussmann entwickelten Stadtplanung wurden 1876 die beiden Brücken nach den Plänen von Gustave Brosselin und Paul Vaudrey erbaut und 1877 eröffnet. Sie wurden nach Maximilien de Béthune, duc de Sully benannt.

## Beschreibung
Die 159 m lange Brücke über den linken Arm der Seine hat drei gusseiserne Segmentbögen mit Spannweiten von 46 + 49 + 46 m, die sich an steinernen Pfeilern und Widerlagern abstützen. Sie ist 20 m breit, davon entfallen 12 m auf die Fahrbahn und je 4 m auf die beiden Gehwege.
Die Brücke über den schmalen rechten Flussarm hat einen gusseisernen Segmentbogen mit einer Spannweite von 42 m zwischen massiven steinernen Widerlagern, an die sich außen noch je ein gemauerter Rundbogen mit 15 m Weite anschließt. Auch sie ist 20 m breit. Auf dem äußeren Bogenträger ist neben dem Widerlager die Markierung der Gießerei von Henri Joret zu erkennen: H. Joret et Cie Constructeurs a Paris Entrepreneurs. / 1875 / Fonderies de la Cie de Terre-Noire La Voulte et Besseges.
Beide Brücken liegen in einer Achse, überqueren die Flussarme dadurch in (unterschiedlichen) schiefen Winkeln, während die Widerlager und Pfeiler nach den Flussarmen ausgerichtet sind. Die Brückenfelder sind daher nicht rechtwinklig, sondern haben den Grundriss eines Parallelogramms.

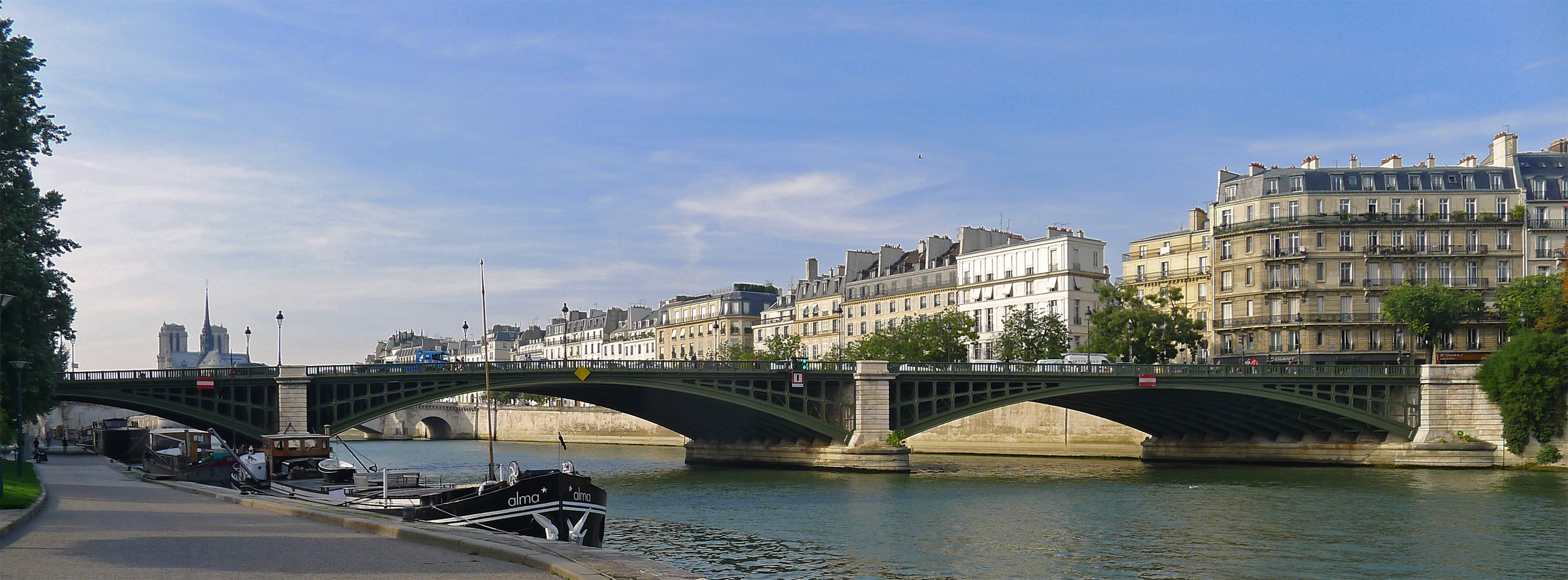
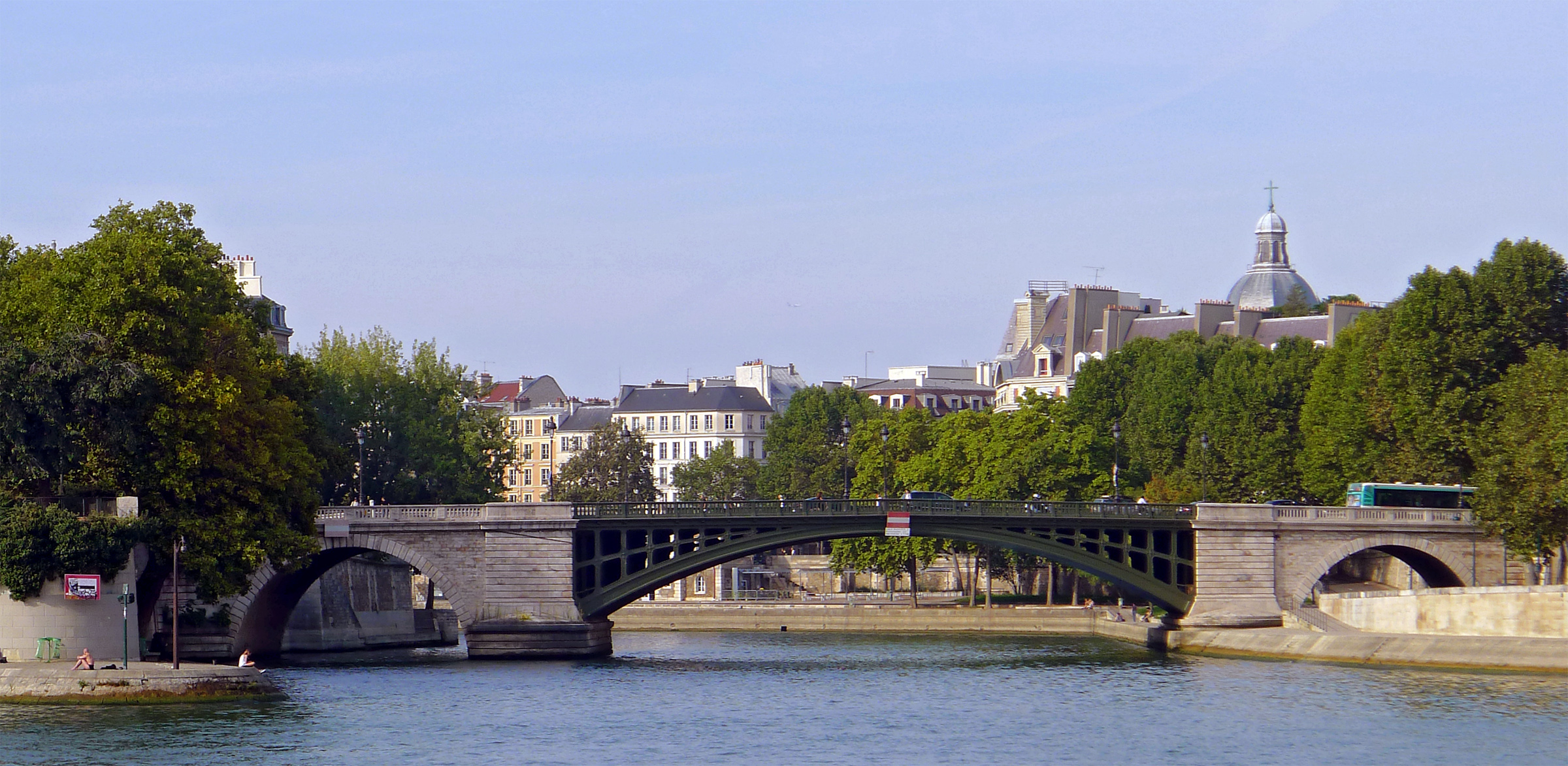